# Чечевичский район
Чечевичский район (бел. Чачэвіцкі раён) — административно-территориальная единица в БССР в 1924—1931 гг. Образован 17 июля 1924 г. в составе Могилёвского округа. Центр — деревня Чечевичи. 20 августа 1924 года делился на 10 сельсоветов: Болоново-Селецкий, Долгский, Дунайковский, Збышинский, Кучинский, Подсельский, Стайковский, Чечевичский, Чигиринский, Ядрино-Слободский. 8 июля 1931 года район упразднен, сельсоветы переданы Быховскому и Кличевскому районам.